# Campeonato Mundial de Luge de 1965
O Campeonato Mundial de Luge de 1965 foi a 9ª edição da competição e foi disputada entre os dias 6 e 7 de fevereiro em Davos, Suíça.

## Medalhistas
| Evento                        | Ouro                                                   | Prata                                             | Bronze                                          |
| Individual masculino detalhes | FRG Hans Plenk                                         | POL Mieczyslaw Pawelkiewicz                       | ITA Johann Graber                               |
| Individual feminino detalhes  | DDR Ortrun Enderlein                                   | DDR Petra Tierlich                                | DDR Ilse Geisler                                |
| Duplas detalhes               | DDR Alemanha Oriental Wolfgang Scheidel Michael Köhler | DDR Alemanha Oriental Klaus Bonsack Thomas Köhler | DDR Alemanha Oriental Horst Hörnlein Rolf Fuchs |

## Quadro de medalhas
| Ordem | País               |   |   |   |   |
| 1     | Alemanha Oriental  | 2 | 2 | 2 | 6 |
| 2     | Alemanha Ocidental | 1 |   |   | 2 |
| 3     | Polónia            |   | 1 |   | 1 |
| 4     | Itália             |   |   | 1 | 1 |
| 5     | Suíça              |   |   |   | 0 |